# Stellifer oscitans
Stellifer oscitans és una espècie de peix de la família dels esciènids i de l'ordre dels perciformes.

## Morfologia
- Els mascles poden assolir 25 cm de longitud total.[4][5]

## Hàbitat
És un peix marí, de clima tropical i demersal.

## Distribució geogràfica
Es troba al Pacífic oriental: des de Nicaragua fins al Perú.

## Ús comercial
És comú als mercats locals.

## Observacions
És inofensiu per als humans.